# Svenskøya
Svenskøya est l'île qui se situe le plus à l'ouest des trois îles qui forment la terre du roi Karl Kong Karls Land du Svalbard. L'île a une superficie de 137 km2.

## Histoire
L'île est aperçu dès 1617 par un baleinier britannique, le capitaine Thomas Edge, qui la nomme Wiches Land, en l'honneur de Richard Wyche, un marchand de Londres, un des fondateurs de la East India Company. En 1859, Elling Carlsen la redécouvre et y débarque le 27 juillet 1859.